# Умалатов, Арсен Артурович
Арсен Артурович Умалатов (19 августа 2004, с. Учкент, Кумторкалинский район, Дагестан, Россия) —  российский спортсмен, специализируется по ушу, ранее занимался рукопашным боем. Победитель и призёр чемпионатов России, победитель игр БРИКС. Мастер спорта России.

## Спортивная карьера
Является воспитанником ДЮСШ Кумторкалинского района, где тренировался у Назира Асельдерова и Эдива Исаева. В начале июня 2014 года в Избербаше выиграл Первенство Дагестана в возрастной категория 9-10 лет. В ноябре 2014 года в Халимбекауле стал бронзовым призёром Первенства Дагестана. В ноябре 2015 года выиграл первенство Дагестана по полноконтактному рукопашному бою FCF-MMA среди спортсменов 8-11 лет. В середине февраля 2016 года в Кисловодске стал бронзовым призёром первенства Евразии по полноконтактному рукопашному бою среди спортсменов 8-11 лет. Позже стал представлять махачкалинскую школу ушу, занимается под руководством Багаутдина Чаптиева, а в сборной России у Ачало Магомедаминова. В февраля 2022 года в Каспийске одержал победу на чемпионате Дагестана по ушу-саньда памяти Магомеда Саламова. В марте 2023 года в Москве, уступив в финале Асаду Кадырову, стал серебряным призёром чемпионата России. В январе 2023 года в Каспийске вновь одержал победу на чемпионате Дагестана. В июне 2024 года в Казани, победив в финале Сунила Сингха Маянгламбама из Индии, стал победителем игр БРИКС. В сентябре 2024 года в Китае в составе сборной России проводил учебно-тренировочный совместно с национальной командой Поднебесной. В апреле 2025 года в Москве стал чемпионом России.

## Спортивные достижения
- Чемпионат России по ушу 2023 — ;
- Спортивные игры БРИКС 2024 — ;
- Чемпионат России по ушу 2025 — ;

## Личная жизнь
Уроженец Учкента. По национальности — кумык.